# Lose My Breath
«Lose My Breath» es una canción R&B-dance-pop contemporánea interpretada por el grupo estadounidense Destiny's Child. Fue escrita por Beyoncé Knowles, Kelly Rowland, Michelle Williams, Rodney Jerkins, LaShawn Daniels, Fred Jerkins III, Sean Garrett y Jay-Z, para el quinto álbum de estudio del grupo Destiny Fulfilled (2004). La canción es de un estilo muy urbano y con un fuerte y muy pegajoso estribillo.
“Lose my Breath” se lanzó en el 2004, tras 3 años de separación de la agrupación femenina Destiny's Child. El sencillo fue toda una bomba musical que tuvo muy buena crítica y un gran éxito mundial, además de una muy buena acogida por parte del público. “Lose My Breath” llegó a lo más alto de los charts en Europa, convirtiéndose así en uno de los mayores éxitos de toda la carrera de Destiny's Child.
La canción fue nominada en el 2005 a los Grammys por Best R&B Vocal Performance by a Duo Or Group. El video musical del sencillo, incluía a tres tipos de Destiny’s Child diferentes, el cual también recibió nominaciones.

## Canciones del sencillo
- Maxi sencillo

1. «Lose My Breath» (Álbum Versión)
2. «Lose My Breath» (Maurice's Nu Soul Mix)
3. «Lose My Breath» (Paul Johnson's Club Mix)
4. «Why You Actin'»

- US Sencillo en CD

1. «Lose My Breath» (Álbum Versión)
2. «Game Over»

## Créditos y personal
- Vocalistas by: Beyoncé Knowles, Kelly Rowland, Michelle Williams
- Vocal production by: Beyoncé Knowles, Kelly Rowland, Sean Garrett
- Recorded by: Jeff Villanueva, Jim Caruna at Sony Music Studios, Nueva York
- Mesclador de audio by: Tony Maserati
- Mastered by: Tom Coyne
- Introduction by: Michigan Marching Band Drumline

## Posicionamiento
| Listas (2004)           | Posición |
| ----------------------- | -------- |
| Australian ARIA Charts  | 3        |
| Austrian Singles Charts | 8        |
| Belgium Official Chart  | 1        |
| Canadian Singles Chart  | 16       |
| Danish Singles Charts   | 4        |
| Dutch Singles Chart     | 4        |
| Finnish Singles Charts  | 3        |
| French Singles Charts   | 8        |
| German Singles Charts   | 3        |
| Irish Singles Charts    | 1        |
| Italian Singles Charts  | 3        |

| Listas (2004)                  | Posición |
| ------------------------------ | -------- |
| New Zealand Singles Chart      | 4        |
| Norwegian Singles Chart        | 2        |
| Spanish Singles Charts         | 2        |
| Swedish Singles Charts         | 8        |
| Swiss Singles Charts           | 1        |
| UK Singles Charts              | 2        |
| U.S. Billboard Hot 100         | 3        |
| U.S. Hot R&B/Hip-Hop Singles   | 10       |
| U.S. Hot Dance Music/Club Play | 1        |